# Peces transgénicos fluorescentes de acuario
Los peces fluorescentes de acuario son organismos transgénicos (genéticamente modificados) mediante la técnica de inserción de genes exógenos de organismos marinos que emiten bioluminiscencia. Estos organismos genéticamente modificados siguen formando parte de la acuariofilia moderna y tienen una alta participación en el comercio de peces ornamentales siendo reconocidos bajo la marca patentada estadounidense GloFish, entre otras.

## Definición
de un organismo vivo, es aquel al que se le ha modificado parte de su material genético mediante la adición de genes exógenos para lograr nuevas propiedades. Algunos otros nombres relativos a esta definición son OVM (organismos vivos modificados) y OGM (organismos genéticamente modificados).
En biotecnología, un organismo genéticamente modificado (OGM) es un animal, planta o microorganismo al que se le ha cambiado su ADN gracias al uso de tecnología que por lo general implica la modificación específica del ADN, incluida la transferencia de ADN específico de un organismo a otro.

## Historia
Los peces ornamentales transgénicos surgen desde principios del año 2000 por científicos en Singapur y Taiwán, quienes presentaron los primeros peces transgénicos cuya característica fenotípica de mayor relevancia era una fluorescencia emitida gracias al uso de genes de organismos marinos bioluminiscentes.
El primer pez transgénico obtenido fue denominado "TK-1" que corresponde al pez medaka (Oryzias latipes) o conocido coloquialmente como pez japonés del arroz. El segundo pez transgénico se denominó "TK-2" (2003) que corresponde al pez cebra (Danio rerio), una de las especies de peces ornamentales más conocidas por los aficionados a los acuarios.
La fluorescencia verde que presentan estas especies se debe al transgén GFP (Green fluorecent protein) que se extrae de la medusa Aequorea victoria o medusa cristal. La fluorescencia roja se debe al transgén RFP (Red fluorecent protein) que se extrae de anemonas como Discosoma sp. y Entacmea quadricolor.
Algunos peces ornamentales transgénicos presentan otros colores como el anaranjado, rosa y amarillo, sin embargo, esto no significa que exista un transgén para cada color como seguramente se puede pensar. Se ha comprobado que en el caso de los peces cebra (Danio rerio) transgénicos anaranjados y rosas, la fluorescencia emitida corresponde al transgén RFP, es decir, uno solo transgén tanto para la fluorescencia roja como para los dos colores anteriormente mencionados.

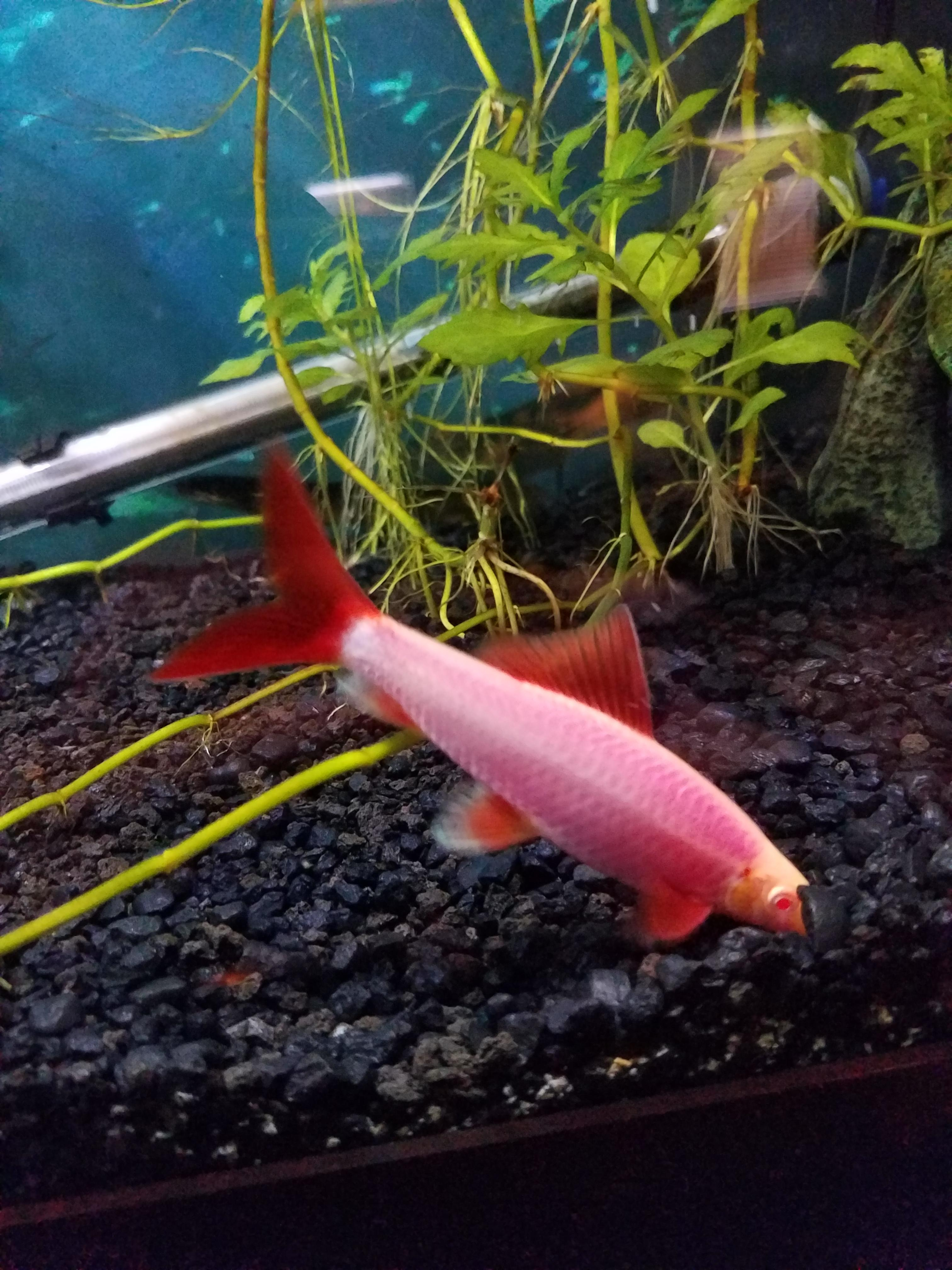
Tiburón arcoíris transgénico (Epalzeorhyncho sfrenatum)

### Propósito
El proceso para la obtención de los peces transgénicos consistió en la técnica de introducción de genes que producen proteínas fluorescentes (GFP y RFP) en el genoma de los peces en una etapa embrionaria con el propósito de que reaccionaran ante la presencia de toxinas, consiguiendo así la detección de aguas contaminadas.

### Comercialización
Si bien el propósito de los peces transgénicos "TK-1" y "TK-2" fue, en principio, ajeno a la acuariofilia, la empresa Taiwanesa Taikong Corp consideró su potencial de comercialización y comenzó a vender peces medaka transgénicos (Oryzias latipes/TK-1) como mascotas, de este modo, fue así como Taiwán se convirtió en el primer país en aprobar la venta de peces ornamentales transgénicos.
Por otra parte, dos empresarios estadounidenses, Alan Blake y Richard Crockett de la compañía Yorktown Technologies de Austin Texas junto con los científicos de la Universidad Nacional de Singapur firmaron un contrato para comercializar peces cebra (Danio rerio) transgénicos bajo el nombre de "GloFish" convirtiéndose en la primera especie transgénica disponible en las tiendas de mascotas.

## Capacidad reproductiva

### Esterilización
Antes de iniciar la comercialización, las compañías optaron por esterilizar las especies ornamentales transgénicas con el fin de evitar su proliferación indeseada o la hibridación con peces normales de su misma especie, pudiendo causar daños ecológicos. Sin embargo, dicho objetivo no se consiguió con éxito ya que existe evidencia de que estos peces ornamentales transgénicos son altamente capaces de llevar a cabo el acto reproductivo en cautividad.
Una posible respuesta indica que puede deberse a dos causas. Una de ellas es que, a pesar de lo fuerte que sea una tecnología creada por el ser humano, no se haya considerado el hecho de que la vida por sí misma se abrirá camino con la finalidad de propagarse y diseminarse en un ambiente determinado. Un punto importante pasado por alto y sobre todo con los peces, es que son organismos que han demostrado que no pueden recibir el mismo trato que un mamífero y que son capaces de soportar de manera artificial técnicas como la poliploidía o la reversión sexual y aun así tener capacidad reproductiva, particularidades que los mamíferos no poseen.
La otra posible causa que los inventores del proceso no hayan considerado es que el pez cebra (Danio rerio) no posee cromosomas sexuales definidos ya que están diseminados por todo su genoma y no son como los humanos que solo poseen cromosomas sexuales "X" e "Y", lo que puede proveer a los peces más versatilidad a la hora de reproducirse ante alternativas de esterilización artificial con químicos o radiación. Sin embargo, se desconoce a ciencia cierta la razón por la que les es posible llevar a cabo la reproducción a pesar de que fueron aparentemente esterilizados.

### Flujo génico
Aunque son capaces de reproducirse a pesar de ser esterilizados, también se ha comprobado que los peces de acuario genéticamente modificados heredan los transgenes GFP y RFP a su progenie, es decir, toda la descendencia posee la genética de sus progenitores (incluso cuando al menos uno de ellos es transgénico debido a que pueden hibridar con peces normales) y por lo tanto podrán de emitir fluorescencia.
Una de las controversias más frecuentes entre algunos de los aficionados a los acuarios presupone que los peces transgénicos "sufren" debido al "cambio" del color, sin embargo, no hay evidencia de ello.

## Lista de especies ornamentales transgénicas en la acuariofilia

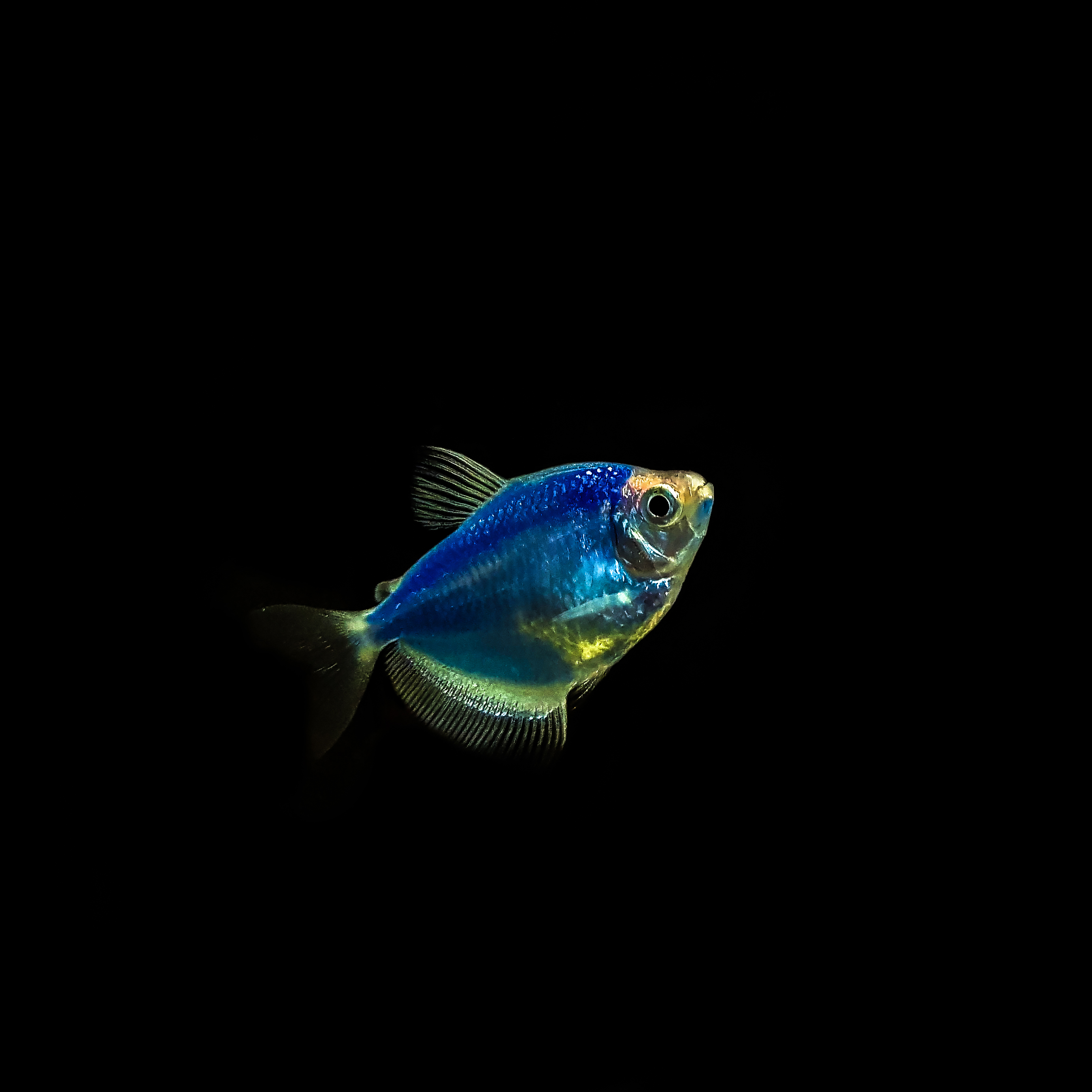
Tetra monja transgénica (Gymnocorymbus ternetzi)

En la actualidad se comercializan varias especies genéticamente modificadas de peces ornamentales fluorescentes de agua dulce en el mundo tales como:
- Danio rerio (cebra/TK-2)
- Pterophyllum scalare (pez ángel)
- Amatitlania nigrofasciata (cíclido convicto)

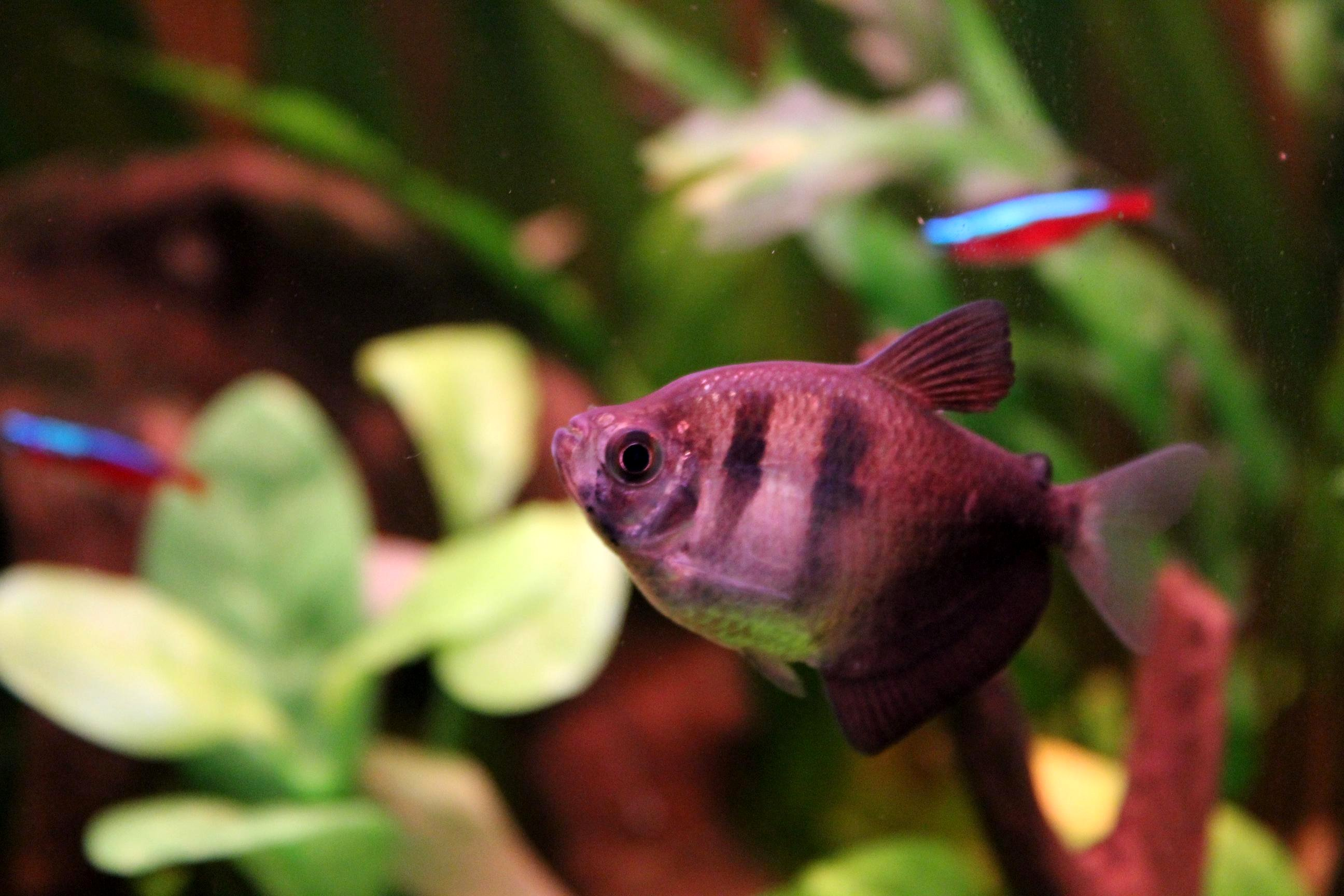
Tetra monja normal (Gymnocorymbus ternetzi)

- Puntius tetrazona (2015)
- Betta splendens
- Gymnocorymbus ternetzi (2008)
- Tanichthys albonubes (neón chino)
- Epalzeorhyncho sfrenatum (2018)[9][6]

## Dato aclaratorio
La fluorescencia emitida por los peces ornamentales transgénicos no se percibe a simple vista ante cualquier tipo de luz, por lo que solo puede observarse en condiciones de oscuridad bajo la influencia de la luz UV UVA (longitud de onda de menos de 400 nm) o con la luz actínica azul (longitud de onda entre 400 a 500 nm).
Contrario a las creencias infundadas de algunos aficionados, estos peces no pueden brillar por sí mismos en la oscuridad. 